# 日吉神社 (各務原市那加新加納町)
日吉神社（ひよしじんじゃ）は、岐阜県各務原市那加新加納町に鎮座する神社（日吉神社）。

## 概要
- 創建時期は不明。平安時代に日吉大社から分祀されたと推測される[1]。
- 明治44年（1911年）に稲荷神社、秋葉神社、琴平神社、雨の宮神社を合祀。昭和7年（1932年）に神明神社を合祀する。
- かつて境内には池（瓢箪池）があり[1]、蝦蟇が多く生息していた。この瓢箪池の蝦蟇には伝説があり、これに因んで、境内の狛犬の一部は蝦蟇を模しているなど[2][3]、蝦蟇に関する物が多い。また、定書には蛙の捕獲禁止の条が書かれている[3]。
- 境内の一画に各務原市那加地区体育館がある。

## 祭神
- 大山咋神

## 摂末社
- 琴平神社（祭神：崇徳天皇）
- 雨の宮神社（祭神：鳴雷神）
- 神明神社（祭神：天照大神）

## 境内社
- 稲荷神社[4]
- 秋葉神社[4]
- 金刀比羅神社[4]

## 例祭
- げえろ祭りと呼ばれ、毎年4月に行われる。
- 伝承によれば、日吉神社の瓢箪池に大きな蝦蟇が住み着き、村人に悪さをし始めた。村人は蝦蟇が空腹のため悪さをすると考え、池に御馳走を投げ入れた。すると蝦蟇は悪さを止め、村人に薬草を届けたり、日照りの時には雨を降らせるなどを行うようになったという[5]。このことからこの蝦蟇を福蛙として親しんだという。この伝承を元に初午の日に蛙祭が始まり、明治時代には初午と例祭の年2回の開催となった[5]。後にげえろ祭となったという。
- 子供神輿、金と銀のカエルを模した中学生神輿[3]、大人神輿が繰り出される。大人神輿は喧嘩神輿が行われる。
- 「とりのこ」と呼ばれる神事が行われる。これは、拝殿に氏子が奉納したお菓子類が山積みに集められ、祭典終了後に一般参拝客に撒かれるものである。かつては「とんのこ」と呼ばれ、繭の形をした小さい赤飯おこわのおにぎりが撒かれた[5]。

## 交通アクセス

### 交通機関
- 名鉄各務原線「新加納駅」下車、徒歩で約5分。